# 安炳吉
安炳吉（：／ Ahn Byung-gil，1962年2月2日—），大韓民國保守派政治人物，現任第21屆國會議員。